# La Chunga
La Chunga, született Micaela Flores Amaya (Marseille, 1938 –‎ ?, 2025. január 3.), spanyol flamenco táncosnő, naiv festő.

## Pályafutása
Micaela Flores Amaya 1938-ban született Marseille-ben (születésének pontos dátuma nem ismert). Szülei andalúz cigányok voltak, akik a spanyol polgárháború idején Franciaországba emigráltak. Amikor Micaela még egyéves sem volt, a család Barcelonába költözött.
La Chunga hatévesen kezdett el táncolni a „Ca La Rositában”, az El Poble-Sec-i roma közösség jól ismert bodegájában. Ott fedezte fel egy Paco Rebés nevű festő, aki később keresztapja és mentora lett.
Micaela Flores Amaya számos író múzsája lett, többek között Blas de Oteronak, Rafael Albertinek, José Manuel Caballero Bonaldnak és León Felipenek; valamint számos festőnek, köztük Pablo Picassonak, Salvador Dalínak és Francisco Rebésnek − akik vonzó személyiségnek tartották és festésre is ösztönözték. Egy 1958-as fotón Salvador Dalí egy üres vásznon táncoló művésznek ábrázolta. Időnként La Chunga Dali a lába alatt ülve festett. A flamenco mezítlábas táncosaként emlegették. Picasso a „ragyogó naivként” csodálta.
Számos párizsi és madridi galériában is kiállított.
1956-ban Pastora Imperio szerződtette, és Ava Gardnernek köszönhetően két hollywoodi filmben is szerepelt. Bemutatták Las Vegasban, és szerepelt különböző tévéműsorokban az Egyesült Államokban és Mexikóban.

## Filmjei
- 1957: Tip on a Dead Jockey, r.: Richard Thorpe
- 1959: Back to the Door, r.: José María Forqué
- 1961: El último verano, r.: Juan Bosch
- 1969: Juan Pedro the Scyther, r.: José Luis Gonzalvo
- 1978:  „Cierto reflejos: La Chunga”, r.: Mario Gomez Martin
- 1988: Vampire in Venice, r.: Augusto Caminito
- 1998: Papa Piquillo, r.: Alvaro Saenz de Heredia

## Díjak
- Medalla de Oro del Círculo de Bellas Artes de Madrid
- Medalla Oro de la Asociación de la Prensa de Sevilla
- Trofeo Delfín de Alicante
- Premio del Ayuntamiento de Alicante
- Premio Cidale de los Almendros

## Fordítás
Ez a szócikk részben vagy egészben  a   La Chunga című német Wikipédia-szócikk ezen változatának fordításán alapul.  Az eredeti cikk szerkesztőit annak laptörténete sorolja fel. Ez a jelzés csupán a megfogalmazás eredetét és a szerzői jogokat jelzi, nem szolgál a cikkben szereplő információk forrásmegjelöléseként.